# Cyanea kuhihewa
Cyanea kuhihewa är en klockväxtart som beskrevs av Thomas G. Lammers. Cyanea kuhihewa ingår i släktet Cyanea, och familjen klockväxter. Inga underarter finns listade i Catalogue of Life.